# Catalyst
Catalyst — свободный кроссплатформенный фреймворк для создания веб-приложений на языке Perl. Представляет собой набор модулей, размещённых на CPAN. Catalyst написан с помощью Moose и реализует концепцию MVC.

## Реализация MVC в Catalyst
- Model (Модель)

Хранит данные (обычно базу данных) и логику для работы с ними. Обычно используется ORM-фреймворк для работы с базой данных.
- View (Вид)

Вид или представление, выполняют задачу отображения данных, которые хранятся в Model. Обычно View - это HTML страница, которая генерируется с помощью  Template-Toolkit фреймворка либо, с помощью какого-нибудь другого шаблонизатора, например Mason (Perl).
- Controller (Контроллер)

Задача контроллера - обрабатывать запросы клиента и формировать виды с данными, которые хранятся в моделях, а затем выдавать готовую страницу обратно клиенту.
Модель/Вид/Контроллер - обычные Moose-классы.
Вот так выглядит пример TT View, Moose-класса, который создается автоматически с помощью Catalyst скриптов-помощников.
```
package
 
MyApp::View::HTML
;

use
 
Moose
;

use
 
namespace::autoclean
;

extends
 
'Catalyst::View::TT'
;

__PACKAGE__
->
config
(

    
TEMPLATE_EXTENSION
 
=>
 
'.tt'
,

    
render_die
 
=>
 
1
,

);

1
;

```

## Поддерживаемые веб-серверы
Для целей разработки и тестирования Catalyst содержит встроенный HTTP-сервер.
Готовые приложения могут быть запущены на любом сервере, поддерживающем CGI. Для повышения производительности рекомендуется использовать FastCGI (в случае, когда используются nginx, Apache, IIS, lighttpd, Zeus) или mod_perl (когда используется Apache).